# Черкаська дитяча школа мистецтв
Черка́ська дитя́ча шко́ла мисте́цтв — позашкільний навчальний заклад у місті Черкаси, єдиний універсальний заклад міста, який охоплює різні види мистецтва.
Черкаська дитяча школа мистецтв була створена 1976 року як Черкаська дитяча музична школа № 4. Тоді у школі функціонували такі музичні відділи як відділ фортепіано, відділ народних інструментів, відділ струнно-смичкових інструментів, відділ духових інструментів та відділ музично-теоретичних дисциплін. 1988 року школа була реорганізована у Черкаську дитячу школу мистецтв. Додатково відкрили ще 4 відділи: відділ сольного співу, відділи театрального, хореографічного та образотворчого мистецтв. На сьогодні у школі існує 11 відділів, працює 94 викладачі, навчається 725 дітей міста. За роки існування школи її закінчили понад 2,5 тисячі учнів. З 2013 року школою керує Комарова Наталія Андріївна.